# Ryoko Tani
Ryoko Tani (谷 亮子, Tani Ryōko ; Fukuoka, 6 september 1975 ; geboren als Ryoko Tamura, 田村 亮子, Tamura Ryōko) is een voormalig Japans judoka. Ze nam vijfmaal deel aan de Olympische Spelen.
Zij werd tot nu toe zevenmaal wereldkampioen, een prestatie die geen enkele judoka voor haar leverde. Tani komt uit in de gewichtsklasse onder 48 kilo. Haar eerste wereldtitel haalde zij in 1993. Bij de mannen heeft Teddy Riner het record aangescherpt tot 10 wereldtitels.
Op de Olympische Zomerspelen 2000 in Sydney en de Olympische Zomerspelen 2004 in Athene won zij het goud.
Tani is een zeer populaire sportvrouw in Japan. Haar bijnaam is 'Yawara-chan' naar de hoofdpersoon uit een manga. Sinds 2003 is zij getrouwd met de honkballer Yoshitomo Tani. Zij werkt voor Toyota.

## Erelijst

### Olympische Spelen
- 1992 Barcelona, Spanje (– 48 kg)
- 1996 Atlanta, Verenigde Staten (– 48 kg)
- 2000 Sydney, Australië (– 48 kg)
- 2004 Athene, Griekenland (– 48 kg)
- 2008 Peking, China (– 48 kg)

### Wereldkampioenschappen
- 1991 Barcelona, Spanje (– 48 kg)
- 1993 Hamilton, Canada (– 48 kg)
- 1995 Chiba, Japan (– 48 kg)
- 1997 Parijs, Frankrijk (– 48 kg)
- 1999 Birmingham, Verenigd Koninkrijk (– 48 kg)
- 2001 München, Duitsland (– 48 kg)
- 2003 Osaka, Japan (– 48 kg)
- 2007 Rio de Janeiro, Brazilië (– 48 kg)

### Aziatische Spelen
- 1994 Hiroshima, Japan (– 48 kg)

1992: Cécile Nowak ·
1996: Kye Sun-hui ·
2000: Ryoko Tamura ·
2004: Ryoko Tani ·
2008: Alina Dumitru · 
2012: Sarah Menezes · 
2016: Paula Pareto · 
2020: Distria Krasniqi · 
2024: Natsumi Tsunoda
- Bibliotheek van het Japanse parlement: 00625673
- Virtual International Authority File: 255512090